# Lisímaca
Lisímaca, na mitologia grega, foi uma filha de Abas, filho de Melampo. Ela se casou com Talau, filho de Pero e Bias. Bias e Melampo eram irmãos, filhos de Amythaon e Idómene, e eles haviam recebido, cada um, um terço do reino de Preto, após haverem curado suas filhas da loucura.
Lisímaca e Talau foram os pais de Adrasto, Partenopeu, Pronax, Mecisteu, Aristômaco e Erifila, que se casou com Anfiarau.